# Хайльсхоп
Хайльсхоп (нем. Heilshoop) — община в Германии, в земле Шлезвиг-Гольштейн. 
Входит в состав района Штормарн. Подчиняется управлению Нордстормарн.  Население составляет 599 человек (на 31 декабря 2010 года). Занимает площадь 8,5 км².